# Woman (Ivana Spagna)
Woman, pubblicato nel 2002 è il dodicesimo album della cantante Spagna, il primo inciso per un'altra etichetta dopo la chiusura del contratto con la Sony Music.
L'album, pubblicato dalla casa discografica B&G e inizialmente distribuito dalla Self, contiene 8 tracce in inglese, due in spagnolo e una in francese. Il disco, pubblicato nell'ottobre 2002 in confezione digipack con allegato un mini calendario con foto di Spagna in chiave sexy, ha segnato il ritorno della cantante a sonorità pop e dance più ritmate.
Esiste una seconda versione dell'album stampata nel 2003, con una diversa copertina (tratta da una foto precedentemente inserita nel booklet della prima stampa) e affidata per la distribuzione alla Universal (così come l'ultimo singolo Do it with style): questa seconda versione del cd contiene anche il brano "No digas te quiero", versione in spagnolo e con un diverso arrangiamento di "Never say you love me".
I singoli promozionali estratti dall'album sono stati nell'ordine: "Never say you love me"(giugno 2002, corredata da un videoclip ambientato in caserma in cui Spagna, circondata da aitanti ballerini, sfoggia il suo rinnovato look), "Woman" (autunno 2002), "Tears of love" (Natale 2002) e "Do it with style" (estate 2003).
"Never say you love me" e "Do it with style" sono stati pubblicati anche come cd singoli, raggiungendo rispettivamente le posizioni numero 27 e numero 36 della classifica dei singoli più venduti.

## Edizione spagnola
L'album è stato pubblicato su licenza anche in Spagna a cura dell'etichetta Disco Loco.
La versione in spagnolo e con un diverso arrangiamento del brano Never say you love me, No digas te quiero, è stata presentata da Spagna in anteprima al campionato di windsurf delle isole Canarie e utilizzata come singolo apripista per l'album sul mercato spagnolo dove ottiene un buon successo radiofonico.
Il secondo singolo per la Spagna fu Mas allà del cielo azul.

## Successi di vendita
Anche a causa di una distribuzione lacunosa e molto disomogenea, soprattutto nelle prime settimane dalla sua uscita, l'album, a differenza dei due cd singoli da esso estratti, non fece mai la sua comparsa nelle classifiche FIMI.
Tuttavia nel 2003, ad un anno dal lancio, Woman ha ottenuto il doppio Disco di platino per le oltre 200 000 copie distribuite, riconoscimento consegnato alla cantante da Carlo Conti durante una puntata de I raccomandati.

## Tracce
1. Woman (Ivana Spagna / Giorgio Spagna, Ivana Spagna)
2. Never say you love me (Ivana Spagna / Davide Riva, Giorgio Spagna, Ivana Spagna)
3. A day without you (Ivana Spagna / Leon Philippe)
4. Tears of love
5. Baila (Ivana Spagna, Leon Philippe, Ignacio Ballesteros Diaz / Leon Philippe)
6. Mas alla del cielo azul (Ivana Spagna, Ignacio Ballesteros Diaz / Ivana Spagna, Giorgio Spagna)
7. Lady in black
8. Comme c'est bizarre la vie (Ivana Spagna / Giorgio Spagna, Ivana Spagna)
9. Do it with style (Ivana Spagna / Davide Riva, Giorgio Spagna, Ivana Spagna)
10. A new day (Ivana Spagna, Anna Maria Barletta, Michele Galasso / Leon Philippe)
11. Rain and tears